# トランスヨルダン首長国

トランスヨルダン首長国
إمارة شرق الأردن

首長国が統治していた領土

トランスヨルダン首長国（トランスヨルダンしゅちょうこく、アラビア語: إمارة شرق الأردن、ローマ字：  Imārat Sharq al-Urdun、直訳すると 「ヨルダン川東側の首長国」）は、1921年4月11日に設立されたイギリスの保護領である。

## 解説
第一次世界大戦でオスマン帝国が敗戦すると、トランスヨルダンは占領下敵国領政庁内で統治された。1919年にイギリスが撤退した後、ハーシム家のシリア・アラブ王国が統治した。1920年7月のマイサルーンの戦いで、シリア国王だったファイサル1世が追放されたことで空位期間が始まり、イギリス委任統治領パレスチナは同国とパレスチナとの明確な繋がりを避けることを選択した。アブドゥッラー1世は1921年3月2日にトランスヨルダンに移住し、その後行われたカイロ会議では、アブドゥッラー1世がイギリス委任統治領パレスチナの下で完全に自治的な統治をすることで合意した。
ハーシム家は保護領や隣接するイギリス委任統治領メソポタミア、そして1925年までは南のヒジャーズ王国も統治していた。1946年5月25日に首長国は王国へと昇格、国号をトランスヨルダン・ハシミテ王国とし、同年6月17日にはロンドン条約の批准書が首都アンマンにて交換され、完全な独立を果たした。
1949年にパレスチナのヨルダン川西岸地区を併合し、ヨルダン川の両岸を統一したことで、現在の国号であるヨルダン・ハシミテ王国へと変更した。

## 関連文献

### ウェブサイトソース
- Amadouny, Vartan (2012). “The Evolution of the Transjordan-Iraq Boundary, 1915–40”. In Clive H. Schofield and Richard N. Schofield. The Middle East and North Africa: World Boundaries. Routledge. ISBN 978-1-134-88028-7.  オリジナルの13 August 2021時点におけるアーカイブ。 2021年8月13日閲覧。
- Baker, Randall (1979). King Husain and the Kingdom of Hejaz. The Oleander Press. p. 220. ISBN 978-0-900891-48-9.  オリジナルの13 August 2021時点におけるアーカイブ。 2021年8月13日閲覧。
- Bentwich, Norman (1929). “The Mandate for Transjordan”. British Yearbook of International Law (Humphrey Sumner Milford) 10:  212.  オリジナルの29 June 2018時点におけるアーカイブ。 2018年6月29日閲覧。.
- Eilon, Joab B.; Alon, Yoav (15 April 2007). The Making of Jordan: Tribes, Colonialism and the Modern State. I.B.Tauris. ISBN 978-1-84511-138-0.  オリジナルの23 April 2020時点におけるアーカイブ。 2018年6月29日閲覧。
- Gubser, Peter (1 January 1991). Historical Dictionary of the Hashemite Kingdom of Jordan. Scarecrow Press. ISBN 978-0-8108-2449-2.  オリジナルの1 August 2020時点におけるアーカイブ。 2018年6月29日閲覧。
- Hughes, Matthew (2013). Allenby and British Strategy in the Middle East, 1917-1919. Routledge. ISBN 978-1-136-32395-9.  オリジナルの21 December 2019時点におけるアーカイブ。 2019年5月22日閲覧。
- Huneidi, Sahar (2001). A Broken Trust: Sir Herbert Samuel, Zionism and the Palestinians. I.B.Tauris. p. 84. ISBN 978-1-86064-172-5.  オリジナルの25 December 2019時点におけるアーカイブ。 2019年5月22日閲覧。
- Kattan, Victor (June 2009). From coexistence to conquest: international law and the origins of the Arab-Israeli conflict, 1891–1949. Pluto Press. ISBN 978-0-7453-2579-8.  オリジナルの19 December 2019時点におけるアーカイブ。 2019年5月22日閲覧。
- Kedouri, Elie (2014). In the Anglo-Arab Labyrinth: The McMahon-Husayn Correspondence and Its Interpretations 1914-1939. Routledge. ISBN 978-1-135-30842-1.  オリジナルの19 December 2019時点におけるアーカイブ。 2019年5月22日閲覧。
- Klieman, Aaron S. (1970). Foundations of British policy in the Arab world: the Cairo Conference of 1921. Johns Hopkins Press. ISBN 9780801811258.  オリジナルの9 June 2021時点におけるアーカイブ。 2021年8月13日閲覧。
- Leatherdale, Clive (1983). Britain and Saudi Arabia, 1925–1939: The Imperial Oasis. Psychology Press. pp. 41–42. ISBN 978-0-7146-3220-9.  オリジナルの13 August 2021時点におけるアーカイブ。 2021年8月13日閲覧。
- Rudd, Jeffery A. (1993). Abdallah bin al-Husayn: The Making of an Arab Political Leader, 1908-1921 (PDF) (PhD). SOAS Research Online. pp. 45–46. 2020年12月15日時点のオリジナルよりアーカイブ (PDF)。2019年6月12日閲覧。
- Salibi, Kamal S. (1998). The Modern History of Jordan. London: I B Tauris. ISBN 978-1860643316
- Wasserstein, Bernard (2008). Israel and Palestine: Why They Fight and Can They Stop?. Profile Books. ISBN 978-1-84668-092-2
- Wilson, Mary Christina (1990). King Abdullah, Britain and the Making of Jordan. Cambridge University Press. ISBN 978-0-521-39987-6.  オリジナルの22 December 2019時点におけるアーカイブ。 2015年8月12日閲覧。

### 一般的な参考文献
- Bradshaw, Tancred (30 March 2012). Britain and Jordan: Imperial Strategy, King Abdullah I and the Zionist Movement. I.B.Tauris. ISBN 978-0-85772-114-3.  オリジナルの23 April 2020時点におけるアーカイブ。 2019年8月12日閲覧。
- Kirkbride, Sir Alec Seath (1956). A Crackle of Thorns: Experiences in the Middle East. J. Murray.  オリジナルの1 August 2020時点におけるアーカイブ。 2019年8月12日閲覧。
- Paris, Timothy J. (2003). Britain, the Hashemites and Arab Rule: The Sherifian Solution. Routledge. ISBN 978-1-135-77191-1.  オリジナルの22 December 2019時点におけるアーカイブ。 2019年8月12日閲覧。
- Patai, Raphael (8 December 2015). Kingdom of Jordan. Princeton University Press. ISBN 978-1-4008-7799-7.  オリジナルの1 August 2020時点におけるアーカイブ。 2019年8月12日閲覧。
- Sicker, Martin (1999). Reshaping Palestine: From Muhammad Ali to the British Mandate, 1831–1922. Greenwood Publishing Group. ISBN 978-0-275-96639-3.  オリジナルの27 December 2019時点におけるアーカイブ。 2019年8月12日閲覧。
- Vatikiotis, P.J. (18 May 2017). Politics and the Military in Jordan: A Study of the Arab Legion, 1921–1957. Taylor & Francis. ISBN 978-1-351-78303-3.  オリジナルの1 August 2020時点におけるアーカイブ。 2019年8月12日閲覧。